# 楊華 (1900年)
楊華（1900年8月9日—1936年5月30日），原名楊顯達，筆名楊位、楊華、揚花、器人等，台灣詩人，代表作《黑潮集》。

## 生平
楊華，屏東人，生於台北。本名、生年雖有爭議，有推定為1906年者，惟多採1900年。青年時代曾任教私墊。1919年後，受五四運動影響，一生堅持用漢文寫作，詩歌和小說都充滿控訴精神，對台灣人的苦難懷有同情之心。1926年，開始創作，應徵《台灣民報》新詩徵稿，以〈小詩〉得第2名，以〈燈光〉得第7名。在此前，楊華便有寫作舊體漢詩經驗，在《台南日報》發表七言絕句，藉此轉型為新詩詩人。1927年，因違反治安警察法，被捕下獄，監禁臺南刑務所，獄中詩作集成《黑潮集》，身後由文友蒐羅發表。1932年1月，楊華在《南音》半月刊連載小詩52首，集成《心弦》；同月，發表〈女工悲曲〉。1934年參加台灣文藝聯盟。
1935年，在《台灣文藝》第二卷第二號及第三號上，分別發表兩篇小說《一個勞動者的死》和《薄命》。1936年4月，小說作品〈薄命〉，與楊逵的〈送報伕〉、呂赫若的〈牛車〉選入上海文化生活出版社胡風編譯的《山靈：朝鲜台湾短篇小说集》。
1936年5月30日，楊華不堪貧病，懸樑自盡。 楊華死後，文友發現《黑潮集》，將7首較尖銳的作品拿去發表在楊逵所創的《台灣新文學》第2卷第2號與第3號。
其詩短小精悍，文字樸素，受冰心、梁宗岱影響，詩作有《黑潮集》、《心弦》、《晨光集》等，共計200餘首。

## 著作

### 戰後出版
- 楊華. . 臺北: 桂冠圖書. 2001.
- 羊子喬 (编). . 高雄: 春暉出版社. 2007.

### 收錄楊華作品的選集
- 李南衡 (编). . 明潭出版社. 1979-03-15. ，收錄：以「器人」為筆名發表的5首〈小詩〉、〈女工悲曲〉、《黑潮集》的53首小詩、《晨光集》的59首小詩，及以「楊花」為筆名發表的詩作：〈秋贈給我的〉、〈春愁〉、〈夢醒〉、〈褐色的草舍〉、「心絃」集裡的五十二首小首、「小詩」十二首、〈褪黃的紙窗〉、〈西子灣〉、〈愁緒〉、〈蕭蕭雨〉、〈春來了〉、〈溫柔的春陽〉、〈淡薄的哀愁〉、〈燕子去了後的秋光〉。
- 林瑞明 (编). . 臺北: 玉山社. 2005.，收錄《黑潮集》與《心絃》的部份詩作，以及名作〈女工悲曲〉。

### 註腳
1. ↑  許俊雅. . . 1994  [2024-09-25]. （原始内容存档于2024-12-08）.
2. 1 2 3  楊順明. . 國立臺灣師範大學台灣文化暨語言文學研究所. 2007.
3. ↑  呂興昌. . 文學台灣. 1993-07, (7).
4. 1 2  .   [2011-10-18]. （原始内容存档于2018-10-05）.
5. 1 2  莫渝. . . 台北縣立文化中心. 2001-12.
6. 1 2  台灣作家作品目錄資料庫——楊華 （页面存档备份，存于）
7. 1 2  . 國立臺灣文學館小事典. 2014-10-06. （原始内容存档于2014-10-06）.
8. ↑  . 開拓文教基金會. 1996-08-05. （原始内容存档于2018-10-05）.
9. ↑  . 中央广播电台. （原始内容存档于2014-10-06）.
10. ↑  . 中國的CNKI手機學問. 2004. （原始内容存档于2019-06-07）.

## 外部連結
- 台灣文學網-影音屋>林淇瀁導讀楊華〈女工悲曲〉 （页面存档备份，存于）
- 海墘閩語論壇 » 漳泉話 (Hokkien) » 楊華 - 女工悲曲 1932 台語詩 （页面存档备份，存于）
- 智邦生活館公益電子報>每日一詩>【詩路典藏作品選】女工悲曲／楊華 （页面存档备份，存于）